# Chapelaine
Chapelaine je francouzská obec v departementu Marne v regionu Grand Est. V roce 2012 zde žilo 53 obyvatel.

## Sousední obce
Corbeil, Margerie-Hancourt, Saint-Ouen-Domprot, Somsois

## Vývoj počtu obyvatel
Počet obyvatel